# Luciano Domínguez
Luciano Rodrigo Domínguez Nunes (n. Montevideo, Uruguay; 8 de junio de 1995) es un futbolista uruguayo que juega como Defensa. Actualmente milita en el Colón Fútbol Club de la Tercera División de Uruguay.

## Trayectoria
Fue ascendido al primer equipo del barrio Sayago para la temporada 2014-15, estuvo en el banco de suplentes en dos oportunidades pero no ingresó, jugó con la reserva. Racing terminó segundo en el Torneo Apertura.
Para el Torneo Clausura, estuvo en varias convocatorias, pero no logró disputar minutos.
Fue cedido a préstamo a Canadian, para que tenga rodaje en la Segunda División. Jugó 9 partidos, de los cuales fue titular en 8.

## Selección nacional
En el 2014, Luciano fue parte del proceso de la Selección Sub-20 de Uruguay conducida por Fabián Coito.
Debutó con la Celeste el 15 de abril ante Chile en el Domingo Burgueño de Maldonado, jugó como titular y ganaron 3 a 0.
| Detalle de partidos con la Sub-20 | Detalle de partidos con la Sub-20 | Detalle de partidos con la Sub-20 | Detalle de partidos con la Sub-20 | Detalle de partidos con la Sub-20 | Detalle de partidos con la Sub-20 | Detalle de partidos con la Sub-20 | Detalle de partidos con la Sub-20 | Detalle de partidos con la Sub-20 | Detalle de partidos con la Sub-20 |
| N°                                | Rival                             | Resultado                         | Fecha                             | Lugar                             | Competencia                       | Goles                             | Asistencias                       | Ref.                              |                                   |
| --------------------------------- | --------------------------------- | --------------------------------- | --------------------------------- | --------------------------------- | --------------------------------- | --------------------------------- | --------------------------------- | --------------------------------- | --------------------------------- |
| 1                                 | Chile                             | 3:0 (1:0)                         | 15 de abril de 2014               | Maldonado · Uruguay               | Amistoso                          | -                                 | -                                 | 1                                 |                                   |
| 2                                 | Paraguay                          | 0:1 (0:1)                         | 22 de mayo de 2014                | Montevideo · Uruguay              | Amistoso                          | -                                 | -                                 | 2                                 |                                   |
| 3                                 | Paraguay                          | 2:1 (1:0)                         | 12 de junio de 2014               | Asunción Paraguay                 | Amistoso                          | -                                 | -                                 | 3                                 |                                   |
| 4                                 | Colombia                          | 0:2 (0:2)                         | 13 de octubre de 2014             | Santiago · Chile                  | Amistoso Torneo Cuatro Naciones   | -                                 | -                                 | 4                                 |                                   |

## Estadísticas
Actualizado al 16 de agosto de 2016.
| Club               | Div.          | Temporada     | Liga  | Liga  | Copas nacionales | Copas nacionales | Torneos internacionales | Torneos internacionales | Total | Total |
| Club               | Div.          | Temporada     | Part. | Goles | Part.            | Goles            | Part.                   | Goles                   | Part. | Goles |
| ------------------ | ------------- | ------------- | ----- | ----- | ---------------- | ---------------- | ----------------------- | ----------------------- | ----- | ----- |
| Racing · Uruguay   | 1ª            | 2014/15       | 0     | 0     | -                | -                | -                       | -                       | 0     | 0     |
| Racing · Uruguay   | 1ª            | 2016          | 0     | 0     | -                | -                | -                       | -                       | 0     | 0     |
| Racing · Uruguay   | Total club    | Total club    | 0     | 0     | 0                | 0                | 0                       | 0                       | 0     | 0     |
| Canadian · Uruguay | 1ª            | 2015/16       | 9     | 0     | -                | -                | -                       | -                       | 9     | 0     |
| Canadian · Uruguay | Total club    | Total club    | 9     | 0     | 0                | 0                | 0                       | 0                       | 9     | 0     |
| Total carrera      | Total carrera | Total carrera | 9     | 0     | 0                | 0                | 0                       | 0                       | 9     | 0     |